# 藤本讓
藤本讓（日语：藤本譲，1935年9月24日—2019年6月10日）為日本的資深男性配音員、旁白。出身於東京都。身高167cm。血型B型。

## 經歷、人物
- 隸屬於81 Produce。為人熟悉的代表配音作品《妙手小廚師》的味皇〈村田源二郎〉，從此之後出演許多料理對決的評審的角色（《六門天外蒙柯里騎士》的評審與《Keroro軍曹》的宇宙味王等）。
- 有著穩重的聲音質量，扮演老年人的機會還有反派角色也非常多，在滑稽系統裡廣泛的演出。
- 到2009年7月為止，他是所屬Production baobab。同年8月後就所屬為81 Produce。
- 他的名字「譲」（ゆずる）【訓讀】，是對照中文的「讓」【ㄖㄤˋ】這個字體，可當「讓」使用，而日文的這個字「譲」在中文的注音輸入法中另有別的發音，讀做「ㄓˋ」，相對之下，這個字「譲」是「讓」的異體字。參考如日本的大辭泉：。
- 藤本讓的經紀公司「81Produce」於6/17發表聲明，表示藤本讓先前入院治療，但仍在6/10因心臟衰竭逝世。

## 演出作品

### 電視動畫
- 紅色光彈吉里昂（歌德長官）
- 原子貝蒂（戴基爾司令官）
- 笑園漫畫大王（校長）
- 動畫三劍客（祭司(第18話)）
- 動畫紀錄片 決斷
- 蜜餡公主（漢堡(第16話)、新鮮組組長(第47話)）
- 宇宙魔神Daikengo（英佩爾王）
- 梅星殿下（爸爸）
- X -艾克斯-（星見）
- NG騎士檸檬汽水&40（加拉帕奇族酋長）
- 圓桌武士物語 燃燒吧！亞瑟（克萊斯頓、村長）
- 黄金球棒（旁白）
- 淘氣神物語 叩隆叩隆寶蓉（戴達洛斯）
- 星際牛仔（博士(醫生)）
- 餓沙羅鬼（豪和儀一郎）
- 學校怪談（住持）
- 傀儡師左近（秋月宗史郎）
- 風中少女 金髮珍妮（賴金市長）
- 槍與劍（艾爾與亞爾的父親）
- 鋼彈系列作品
  - 機動武鬥傳G GUNDAM（老人）
  - 新機動戰記鋼彈W（G教授）
  - 機動新世紀鋼彈X（馮・阿爾特納蒂維）
- 機甲警察金屬傑克（百萬死者）
- 銀河疾風Sasuraiger（奧爾納多・文西博士）
- Keroro軍曹（宇宙味王）
- 攻殼機動隊 STAND ALONE COMPLEX（丹生邦彥）
- 攻殼機動隊 S.A.C. 2nd GIG（警察廳長官）
- 極道漫遊記（龍神）
- 哥爾哥13（署長、李維拉）
- 貯金大冒險（草餅）
- 彩雲國物語（蔡尚書、葉棕庚）
- 森林王子 少年毛克利（阿克拉）
- 週刊故事樂園（「詛咒的小提琴」（樂器行老闆）、「跳傘殺人事件」（勒使川原豐））
- The Big O（聖誕老人）
- 劍豪生死鬥（渡邊監物）
- 地獄少女 三鼎（門倉）
- 城市獵人'91（大使(第3話)）
- 獸兵衛忍風帖 龍寶玉篇（濁庵）
- 世界名作劇場系列
  - 阿爾卑斯物語 我的安妮特（海德）
  - 小公主莎拉（巴洛律師）
  - 愛的小婦人物語（道格拉斯・克里斯蒂）
  - 小公子西迪（亞歷克）
  - 小婦人物語 南與喬老師（市長）
- 人機延伸（石傘純柱）
- 神曲奏界（薩雷）
- 秀逗魔導士 REVOLUTION（塔佛拉西亞王）
  - 秀逗魔導士 EVOLUTION-R（塔佛拉西亞王）
- 戰國魔神豪將軍（納歐尼洛斯、法薩）
- 蒼天航路（蹇朔）
- 仰望天空的少女瞳中的世界（長老B）
- 麵包超人（大福和尚、駒爺爺、蒟蒻和尚、大蒜和尚〈第3代〉）
- 草原少女蘿拉（譚醫生）
- 時間飛船系列
  - 時間飛船（領主）
  - Yatterman（酋長）
  - Zenderman（王）
- Time Travel Tondekeman（長老）
- 超音戰士柏格曼（翁格德、查理・柏格署長）
- 鐵人28號（第1作）（旁白）
- 鐵人28號（第4作）（南方的老人）
- 鬥牌傳說説赤木 ～黑暗中降下的天才～（宮內組長）
- TRIGUN（老闆）
- 尼爾斯的不可思議之旅（牧師）
- 忍本萬丸（黒龍齋）
- 鋼之練金術師（師傅）
  - 鋼之鍊金術師 BROTHERHOOD（師傅）
- 花的魔法使瑪麗貝爾（薩尼貝爾市長）
- Phantom ～Requiem for the Phantom～（梧桐海典）
- 不可思議之海的娜蒂亞（丹吉爾・艾奇諾）
- 女棒甲子園（高杉宏之助）
- 火焰的阿爾卑斯玫瑰 茱蒂&藍迪（賈克・杜南）
- PROJECT ARMS（神宮十三）
- 神奇寶貝動畫系列
  - 神奇寶貝（霍華）
  - 神奇寶貝超世代（宙斯）
- 炸彈人 彈珠人爆外傳（巴寶）
- 機器勇士 克洛諾斯的大逆襲（南姆、賈伯）
- 魔法妖精 佩西亞（室井剛健）
- 妙手小廚師（味皇（村田源二郎）、快傑味頭巾）
- 看見與變的強 痛快！橫綱動畫 唉呀播磨灘（愛宕山理事長）
- 無敵機器人TriderG7（厚井鐵男）
- 名偵探柯南（谷、大山將、希克森・田中、老警官、新名任太朗、石槌晃重、雜貨又三郎、村上龍藏、永倉嚴、神原晴仁、奥平角藏、虎田直信）
- 名偵探福爾摩斯（董事長、威札德勳爵、白銀號船長、杜蘭先生）
- 燃燒吧！亞瑟 白馬王子（古克、羅伯爾）
- MONSTER（哈姆立克署長、羅賓）
- 遊星假面（馬克）
- 夜櫻四重奏（秋名的爺爺）
- 魯邦三世 雙子星的秘密（摩洛哥警察署長）
- 魯邦三世 火焰的記憶 ～TOKYO CRISIS～（警視總監）
- ONE OUTS Nobody wins, but I!（野野村、石元）

1981年
- 忍者服部君（三葉健太郎（父親大人））

1990年
- 以柔克剛（山下泰裕、理事長、局長、松田的父親、風祭的父親）

1991年
- 超能大耳鼠（醉漢）

1992年
- 笑不出來（羽賀場求）

1993年
- 忍者亂太郎（宇治金時、宇狩總左衛門、少爺／木耳良兼〈第2代〉）

1994年
- 咕嚕咕嚕魔法陣（村子的男人1）

1996年
- 熱鬥小馬（宮蔦、老爹A、院長、醫生）

1998年
- 吸血姬美夕（森山老人）
- 危險調查員（科那利的祖父、柯爾前守衛）

1999年
- 哆啦A夢（老人、大會議員、首相、柳田老師）

2000年
- 萬有引力（瑛里之父）
- 科學小飛喵（貓仙人）
- 六門天外蒙柯里騎士（評審）

2001年
- 犬夜叉（夢心和尚）

2002年
- 蠟筆小新（餐廳的主人、登山客、綾倉佐平）

2003年
- 我們這一家（老師、紙劇場的叔叔）

2004年
- 火鳥（蘇我果安）

2005年
- 怪醫黑傑克（八重洲）
- 新哆啦A夢（村長、長老戴莫、老爺爺、男爵）
- 植木的法則（師傅）

2006年
- 結界師（小形）
- BLEACH 死神（澤渡）

2007年
- 史上最強弟子兼一（白眉(馬良)）
- 豆芽小文（日吉菊二）

2008年
- 全力兔（和尚）

2010年
- 閃亮雙胞胎（住持）

2014年
- 牙狼〈GARO〉-炎之刻印-（菈菈的祖父）

2016年
- 魔奇少年 辛巴達的冒險（席那父）

### OVA
- 旭日艦隊（大高彌三郎）
- 網球甜心（龍崎理事第三代）
- 覺悟的麻雀（強化外骨格「零」（三千的英靈）、大老・知久、旁白）
- 機動戰士GUNDAM第08MS小隊（小島）
- 銀河英雄傳說（蓋哈德・馮・史特格）
- 紺碧艦隊（大高彌三郎）
- 怪醫黑傑克（福克斯）
- THE Rapeman（大谷）
- 地球守護靈（松平羅王藏）
- METAL GEAR SOLID DIGITAL GRAPHIC NOVEL（肯尼斯・貝克、詹姆斯・強森）
- 史上最強弟子兼一～暗之襲擊～（風林寺準人）

### 劇場版動畫
- 蘋果核戰（烏蘭諾斯將軍）
- 爺爺的煤油燈（巳之助）
- 與河童小酷在一起的暑假（村長）
- 機動戰士鋼彈I（迪金・索德・薩比）
- 機動戰士鋼彈第08MS小隊 米勒斯報告（小島）
- 劇場版 神奇寶貝 鑽石與珍珠 亞瑟斯 前往超克的時空（塔普）
- 哆啦A夢 大雄與雲之王國（天上人代表B）
- 忍者服部君各作品
  - 忍者服部君 忍忍忍法繪日記（爸爸(三葉健太郎)）
  - 忍者服部君 忍忍故鄉大作戰（爸爸(三葉健太郎)）
  - 忍者服部君+小超人帕門 超能力華斯（爸爸(三葉健太郎)）
  - 忍者服部君+小超人帕門 忍者怪獸吉波VS奇蹟蛋（爸爸(三葉健太郎)）
- 平成狸合戰（水木老師）
- 名偵探柯南 引爆摩天樓（坂口運行部長）
- 名偵探柯南 貝克街的亡靈（賽巴斯丁·莫蘭上校）※詹姆斯·莫里亞蒂教授的心腹
- 魯邦三世 精疲力竟！諾斯特拉達穆斯（司令官）

### 遊戲
- ARMORED CORE2 ANOTHER AGE（地球政府委託送信者）
- SD鋼彈G世代 SPIRITS（小島）
- EMERALD DRAGON（巴金） - PC Engine版
- 寫入式「般若心經」練習帳DS（朗読）
- 歌舞伎一刀涼談（拉達耶姆・安克）
- 機動戰士鋼彈 基連的野望 吉翁獨立戰爭記（小島）
- 時空偵探DD ～夢幻的羅雷蘭～（艾哈德・楊威）
- 超級機器人大戰（厚井鐵男、多爾門大帝）
- 天外魔境III（馬達拉法師）
- Heart of Darkness（教師）
- 我的暑假3 -北國篇- 小波克的大草原（住持）
- 火焰料理師（味魔王）
- 馬納克米亞2 ～落下學園與錬金術師們～（尤根）
- 瑪莉亞2 懷孕告知之謎（安藤亂）
- 潛龍諜影（肯尼斯・貝克）
- 潛龍諜影2：自由之子（詹姆斯・強森）
- 義經英雄傳修羅（齊藤實盛）

### 外語片配音
- 情人眼裡出西施（史蒂夫·夏納漢）
- 全民公敵（漢默斯里下院議員）
- 王的男人（長生）
- 孤雛淚
- 華麗的週末（老闆）
- 納許·布里奇斯警官（尼克·布里奇斯）
- 三國演義
- Stargate SG-1（羅伯特·金西）
- 達文西密碼（賈克·索尼耶爾館長）
- 詹姆斯·龐德(007)系列DVD最終版（"M"(伯納德·李)）
- 變形金剛（阿齊博爾德·威特維奇）
- 從地心竄出（吉姆）※電視版
- 站在子彈上的男人（愛德（喬治·甘迺迪））※錄影帶版
- 脫線總動員（愛德（喬治·甘迺迪）、計程車司機）※錄影帶版
- Power Rangers: Lightspeed Rescue（砂漠的賢者）
- 黑雨（菅井國雄（若山富三郎）、奧利佛（約翰·史賓賽））※DVD版
- 機器戰警系列（李德署長（羅伯特·道奇））
- 變形博士 ※朝日電視台版

### 外語片（動畫）
- 忍者龜（史普林特）
- 膽小狗英雄（班頓・塔蘭泰拉）
- 大長今 長今的夢（蜜峰仙人）
- 蝙蝠俠（馬菲亞的老闆）
- The Boondocks（羅伯特·弗里曼）
- Brandy & Mr. Whiskers（Mr.3）
- DuckTales（達克華斯）錄影帶版

### 特撮
- 超神比修（伊斯瑪的聲音）
- X-Bomber（旁白）

### 廣播劇
- 廣播劇・EMERALD DRAGON（巴金）

### CD
- Weiß kreuz Wish A Dream collection II A four-leaf clover（老紳士）
- 魔性之子（校長）
- 味皇料理會會歌－藤本讓與味皇料理會關東支部名義

## 來源
1. ↑  . 81プロデュース. 2019-06-17  [2019-06-17]. （原始内容存档于2019-06-18）.

## 外部連結
- 日本電影數據庫（JMDb）上藤本讓的資料（日語） （日語）
- 藤本讓 （页面存档备份，存于） （日語）－allcinema（日语：allcinema）
- 藤本讓 （页面存档备份，存于） （日語）－KINENOTE（日语：キネマ旬報映画データベース）
- Yuzuru Fujimoto在互联网电影资料库（IMDb）上的資料（英文）
- 藤本讓 Movie Walker （页面存档备份，存于） （日語）
- 81 Produce公式官網的聲優簡介 （页面存档备份，存于） （日語）